# Johan Benders
Johan Benders (Bloemendaal, 1 juli 1907 - Amsterdam, 6 april 1943) was een Nederlandse verzetsstrijder tijdens de Tweede Wereldoorlog.

## Levensloop
Benders begon op zijn werk als leraar Nederlands en Geschiedenis aan het Amsterdams Lyceum te Amsterdam samen met een aantal oudere leerlingen stamkaarten en distributiekaarten te vervalsen, zodat Joodse leerlingen en hun familie deportatie konden ontlopen. Ook zijn echtgenote, de logopediste Gerritdina Benders-Letteboer was hierbij betrokken. Hun huis in Amstelveen stelden zij open als onderduikadres voor tijdelijke onderduikers en voor een aantal permanente onderduikers.
Twee oud-leerlingen, de halfjoodse zusjes Rosalie Wijnberg en Katie Wijnberg, die bij hun tante woonden omdat hun ouders in Nederlands-Indië verbleven, kwamen bij hen wonen en bleven tot het eind van de oorlog. In 1943 kwam er een onderduikster bij, het Joodse meisje Lore Polak.
Op 5 april 1943 werden ze echter verraden en de Sicherheitsdienst arresteerde Johan, Katie en Lore. Johan werd opgesloten in de Huis van Bewaring bij de Amstelveenseweg te Amsterdam. Hij had onderduikadressen voor Joden georganiseerd en wist zoveel dat hij probeerde een eind aan zijn leven te maken voordat hij verhoord zou worden.

Een celgenoot vertelde later dat Benders in de nacht van 5 op 6 april twee pogingen tot zelfmoord had gedaan. Die mislukten en de celgenoten belden de bewaking die hem meenamen. De volgende dag sprong hij van de derde ring in de gevangenis en wist zo een eind aan zijn leven te maken. Pas twee weken later werd dit aan zijn weduwe verteld.
Zijn celgenoot moest later op de administratie van de gevangenis werken en lichtte de kaart van Johan Benders.
Daar stond vermeld dat hij behalve van "Judenfreundlichkeit" ook verdacht werd van betrokkenheid  bij de aanslag op het bevolkingsregister. Daar bleken later meer aanwijzingen voor te zijn.
Gerrit Kouwenaar was een oud-leerling van Johan Benders en kwam in de week na Benders' dood in dezelfde gevangenis terecht, waar het verhaal van Johans sprong hem werd verteld door de man die hem kaal moest knippen. Kouwenaar heeft hierover het gedicht "Drs. Van Schaffelaar" geschreven.
Gerritdina bleef achter met hun twee jonge dochters en was vijf maanden zwanger. Toch nam zij een ander Joods meisje op en herbergde ook Jan Doedens, een oud-leerling van haar man die aan de gedwongen Arbeitseinsatz wilde ontkomen.

Katie werd na een paar dagen verhoord te zijn weer vrijgelaten. Zij vertelde onder andere dat zij ondervraagd werd over een man die Arondeus heette.
Lore werd op een vrachtwagen naar de Hollandsche Schouwburg getransporteerd. Bij het uitstappen wandelde zij koelbloedig het steegje naast de schouwburg in en wist zo te ontsnappen. Zij kon niets anders doen dan teruggaan naar Amstelveen  en werd onmiddellijk naar een ander onderduikadres gebracht, waar ze de oorlog heeft overleefd. Na de oorlog bleek dat Lores gehele familie was vermoord in de vernietigingskampen zodat zij nog vier jaar bij Gerritdina bleef wonen waarna zij naar de Verenigde Staten emigreerde.
In Amstelveen werd na de oorlog een straat naar Johan Benders vernoemd. Op 27 mei 1997 ontving het echtpaar Benders postuum de Yad Vashem-onderscheiding die in mei 1998 tijdens een ceremonie in het Amsterdams Lyceum werd uitgereikt aan hun nabestaanden.
April 2019 verscheen het boek ”Leraar in oorlogstijd“ van Mart Benders, zijn jongste dochter. Zij schrijft daarin over het leven van haar ouders, hun dappere daden en het Amsterdams Lyceum in oorlogstijd. 